# Oblast' di Jaroslavl'
L'oblast' di Jaroslavl' (in russo Яросла́вская о́бласть?, Jaroslávskaja óblastʾ) è una delle oblast' della Russia; si estende su un territorio pianeggiante ai lati dell'alto corso del Volga nella Russia europea.
Confina con l'oblast' di Vladimir a sud, con l'oblast' di Kostroma a est, con l'oblast' di Vologda a nord-est e con quelle di Tver e Mosca a ovest.
Coperta da grandi foreste, parzialmente sfruttate, conta su importanti giacimenti minerari (ferro) e su ben sviluppate industrie meccaniche e chimiche.
L'oblast' di Jaroslavl' fu istituita l'11 marzo 1936.
La capitale dell'oblast' è Jaroslavl', mentre altre città di una certa rilevanza della provincia sono Pereslavl'-Zalesskij, Tutaev, Rybinsk, Rostov Velikij, Uglič.

## Geografia antropica

### Suddivisioni amministrative
La divisione amministrativa di secondo livello della oblast' comprende 17 rajon (distretti) e 6 città sotto la giurisdizione della oblast'.

#### Rajon
La oblast' di Jaroslavl' comprende 17 rajon (fra parentesi il capoluogo; sono indicati con un asterisco i capoluoghi non direttamente dipendenti dal rajon ma posti sotto la giurisdizione della oblast'):
- Bol'šesel'skij (Bol'šoe Selo)
- Borisoglebskij (Borisoglebskij)
- Brejtovskij (Brejtovo)
- Danilovskij (Danilov)
- Gavrilov-Jamskij (Gavrilov-Jam)
- Jaroslavskij (Jaroslavl')
- Ljubimskij (Ljubim)
- Myškinskij (Myškin)
- Nekouzskij (Novyj Nekouz)

- Pereslavskij (Pereslavl'-Zalesskij*)
- Pošechonskij (Pošechon'e)
- Nekrasovskij (Nekrasovskoe)
- Pervomajskij (Prečistoe)
- Rostovskij (Rostov Velikij*)
- Rybinskij (Rybinsk*)
- Tutaevskij (Tutaev*)
- Ugličskij (Uglič*)

#### Città
I centri abitati della oblast' che hanno lo status di città (gorod) sono 11 (in grassetto le città sotto la diretta giurisdizione della oblast', che costituiscono una divisione amministrativa di secondo livello):
- Danilov
- Gavrilov-Jam
- Jaroslavl'
- Ljubim
- Myškin
- Pereslavl'-Zalesskij

- Pošechon'e
- Rostov
- Rybinsk
- Tutaev
- Uglič

#### Insediamenti di tipo urbano
I centri urbani con status di insediamento di tipo urbano sono 13:
- Borisoglebskij
- Burmakino
- Išnja
- Kostantinovskij
- Krasnye Tkači
- Krasnyj Profintern
- Lesnaja Poljana

- Nekrasovskoe
- Pesočnoe
- Petrovskoe
- Poreč'e-Rybnoe
- Prečistoe
- Semibratovo